# Arrien Johnsen
Arrien Theodor Alwin Johnsen (* 8. Dezember 1877 in Munkbrarup; † 22. März 1934 in Berlin) war ein deutscher Mineraloge.

## Leben und Wirken
Arrien Johnsen war ein Sohn des aus Husum stammenden Pastors Wilhelm Johnsen (1849–1914). Seine Mutter Rosalie Mathilde, geborene Preuß (1849–1886), war die Tochter eines Advokaten aus Neustadt bei Coburg. Er hatte einen Großvater namens Joh. Carl Friedrich Johnsen, der in Munkbrarup lebte und in dessen Wohnhaus er zur Welt kam. Im Alter von drei Jahren zog er mit seiner Familie nach Neustadt bei Coburg. Sein Vater wurde dort 1881 Diakonus, 1891 Pastor und 1910 Superintendent. Außerdem wirkte er im Landkreis Freystadt i. Niederschles. als Rektor und Pastor eines Seminars.
Arrien Johnsen besuchte ein Gymnasium in Coburg. Danach studierte er von 1897 bis 1899 anfangs Chemie, später Mineralogie an der Universität Jena. Das Sommersemester 1899 verbrachte er an der Universität Göttingen. Danach wechselte er an die Universität Königsberg, wo er 1901 zum Dr. phil. promoviert wurde. Am Mineralogischen Institut der dortigen Universität arbeitete er anschließend und wurde dort 1904 habilitiert. 1908 wechselte er als Privatdozent an die Universität Göttingen. 1909 erhielt er einen Ruf als Professor für Mineralogie und Allgemeiner Geologie und Direktor des Mineralogischen Instituts der Universität Kiel. 1920 übernahm er in gleicher Position einen Lehrstuhl der Universität Frankfurt am Main. 1921 folgte er einem Ruf der Universität Berlin als Professor für Mineralogie und Petrographie.
Johnsen war seit 1913 mit Pauline Auguste Wandschneider (* 1889) aus Kiel verheiratet.

## Bedeutung als Wissenschaftler
Inspiriert durch seinen Lehrer Otto Mügge beschäftigte sich Johnsen anfangs mit der Petrographie, später forschte er zur Kristallographie. Er arbeitete zumeist experimentell über Morphologie und Physik von Kristallen. Er sah Mineralien nicht nur ausschließlich als chemische Verbindungen, sondern als Naturkörper an, die die Eigenschaft hatten, sich nach dem anfänglichen Wachstum umzuformen, ganz oder teilweise zu zerstören, sich aber auch zu regenerieren. Damit legte er den Grundstein für die Weiterentwicklung der Mineralogie von einer beschreibenden hin zu einer exakten Naturwissenschaft.
Johnsen erarbeitete eine kinematische Theorie, die Wachstum, Schwund und Kristalltracht beschrieb. In dieser stellte er dar, dass anormale Mischkristalle einen zweiphasigen Charakter haben. Diese Erkenntnis stellte eine Grundlage für Experimente zu diesen schwer verständlichen Abläufen dar und half entscheidend, diese Vorgänge zu verstehen.
Johnsen lehrte die Mineralogen die mathematischen Hintergründe des Strukturproblems und verstand mittels der geometrischen Theorie der Kristallstrukturen, dass die bis dahin als Kontinuum verstandenen Fragestellungen zu Kristalldeformationen auch als dreidimensional-periodisches Diskontinuum angesehen werden konnten. Außerdem forschte er röntgengeometrisch zum Feinbau von Kristallen und erarbeitete, die Geometrie von Kristallen beachtend, eine neue Indizessymbolik zur Strukturgeometrie. Darüber hinaus beschrieb er mit einer genauen Systematik, welche Bedingungen erfüllt sein müssen, damit es zu Gitter- und Strukturverschiebungen kommen kann. Diese Theorie war bedeutend für das Verständnis der Bewegungsvorgänge von Atomen.
Der Mineraloge beschäftigte sich außerdem mit Fragen zur Zusammensetzung, Farbgebung und der Optik von Edelsteinen. Darüber hinaus interessierte er sich für Arbeiten der Minerogenese, Petrographie und Allgemeinen Geologie, deren Forschungsresultate er kritisch verfolgte. Er selbst ging zumeist analytisch vor, verstand jedoch auch, Erkenntnisse zusammenzufassen und zu synthetisieren. Johnsen beschäftigte sich mit methodischen Fragen und der Historie der Naturwissenschaften und bemühte sich im Rahmen der Lehrtätigkeit, junge Wissenschaftler für die Mineralogie auszubilden.
An der Kieler Universität unterstützte Johnsen eine neu eingerichtete Lehrsammlung. Er etablierte neue Laboratorien, konnte einen höheren Etat für sein Institut erreichen und richtete eine Stellung für einen Abteilungsleiter der Paläontologie und Stratigraphie ein. Er gab die Anregung, 1928 in Berlin das Institut für Edelstein- und Perlenforschung einzurichten. Das Institut war Johnsens eigenem angegliedert und existierte bis 1955.

## Mitgliedschaften
Seit 1922 gehörte Johnsen als korrespondierendes Mitglied der Senckenberg Gesellschaft für Naturforschung und als ordentliches Mitglied der Preußischen Akademie der Wissenschaften an. 1924 wurde er korrespondierendes Mitglied der Akademie der Wissenschaften zu Göttingen. Bis 1920 hatte er den Vorsitz des Naturwissenschaftlichen Vereins für Schleswig-Holstein inne und wurde danach dessen Ehrenmitglied.
Von 1927 bis 1930 übernahm Johnsen den Vorsitz der Deutschen Mineralogischen Gesellschaft und die Schriftleitung der Zeitschrift „Fortschritte der Mineralogie“. 1920/21 übernahm er das Rektorat der Universität Kiel.